# Ремягино
Ремягино — деревня в Волоколамском районе Московской области России. Входит в состав сельского поселения Кашинское. Население — 26 чел. (2010).

## География
Деревня Ремягино расположена на северо-западе Московской области, в северной части Волоколамского района, неподалёку от автодороги Р107 Клин — Лотошино, примерно в 9 км к северо-востоку от города Волоколамска, с которым связана автобусным сообщением. В деревне две улицы — Коренная и Октябрьская. Ближайшие населённые пункты — деревни Буйгород, Глазачёво и Поповкино. Рядом с деревней протекает Буйгородский ручей (бассейн Иваньковского водохранилища).

## Население
| 1852 | 1859 | 1926 | 2002 | 2006 | 2010 |
| ---- | ---- | ---- | ---- | ---- | ---- |
| 547  | ↗559 | ↗617 | ↘33  | ↗36  | ↘26  |

## История
В «Списке населённых мест» 1862 года Ремяшки (Завражье большое, Ремягина) — казённая деревня 2-го стана Волоколамского уезда Московской губернии на Клинском тракте (из Волоколамска), в 10 верстах от уездного города, при колодце и прудах, с 70 дворами, 6 фабричными заведениями и 559 жителями (260 мужчин, 299 женщин).
В 1886 году на перекрестке в центре деревни, у Клинского тракта, была построена не сохранившаяся до наших дней деревянная деревенская часовня, приписанная к церкви в Буйгороде.
По данным 1890 года деревня входила в состав Буйгородской волости Волоколамского уезда, число душ мужского пола составляло 259 человек.
В 1913 году — 114 дворов, располагалась квартира полицейского урядника.
По материалам Всесоюзной переписи 1926 года — центр Ремягинского сельсовета, проживало 617 жителей (242 мужчины, 375 женщин), насчитывалось 118 крестьянских хозяйств.
С 1929 года — населённый пункт в составе Волоколамского района Московского округа Московской области. Постановлением ЦИК и СНК от 23 июля 1930 года округа как административно-территориальные единицы были ликвидированы.
В 1939 году Ремягинский сельсовет был упразднён.
1939—1963 гг. — деревня Поповкинского сельсовета Волоколамского района.
1963—1965 гг. — деревня Поповкинского сельсовета Волоколамского укрупнённого сельского района.
1965—1972 гг. — деревня Поповкинского сельсовета Волоколамского района.
1972—1994 гг. — деревня Стеблевского сельсовета Волоколамского района.
В 1994 году Московской областной думой было утверждено положение о местном самоуправлении в Московской области, сельские советы как административно-территориальные единицы были преобразованы в сельские округа.
1994—2006 гг. — деревня Стеблевского сельского округа Волоколамского района.
С 2006 года — деревня сельского поселения Кашинское Волоколамского муниципального района Московской области.